# Josef Franz Karl Amrhyn
Josef Franz Karl Amrhyn, właśc. Josef Franz von Sales Johann Baptist Karl Nikolaus von Flüe AmRhyn (ur. 11 lutego 1800 w Lucernie, zm. 7 kwietnia 1849 tamże) – szwajcarski polityk, kanclerz federalny w latach 1830 do 1847.

## Życiorys
Urodził się 11 lutego 1800 w Lucernie.
Reprezentował kanton Lucerna. Sprawował urząd kanclerza federalnego Szwajcarii od 1830, kiedy to zastąpił na stanowisku Jean-Marca Moussona do października 1847. Jego następcą został Johann Ulrich Schiess.
Zmarł 7 kwietnia 1849 w Lucernie.